# Alexander Mark Rossi
Alexander Mark Rossi (* 1840 auf Korfu, Republik der Ionischen Inseln; † 9. Januar 1916 in Golders Green, London) war ein britischer viktorianischer Maler, der vor allem Genreszenen aus der gehobenen bürgerlichen Gesellschaft sowie empfindsam-rührende Kinderporträts malte.

## Leben
Rossi war der Sohn des Mark Rossi, eines Italieners, der im Dienste der britischen Verwaltung der Ionischen Inseln als Richter arbeitete. Bei einem Besuch Englands im Jahre 1866 lernte Rossi in Preston in Lancashire seine spätere Frau Jane Gillow kennen. Dort arbeitete er einige Jahre lang an der örtlichen Kunstschule, bevor er in den 1870er Jahren nach London zog. Er blieb bis zu seinem Lebensende in dort wohnhaft.
Von 1871 bis 1903 stellte er insgesamt 66 Gemälde bei den jährlichen Ausstellungen der Royal Academy of Arts in London aus. Bei den Ausstellungen der Londoner Royal Society of British Artists war er zwischen den Jahren von 1870 bis 1893 mehrfach vertreten. Des Weiteren war er Mitglied der Londoner Künstlergemeinschaft Hogarth Club.
Nach dem Tod seiner ersten Frau heiratete er 1902 Silvia Tassart.

## Werke (Auswahl)

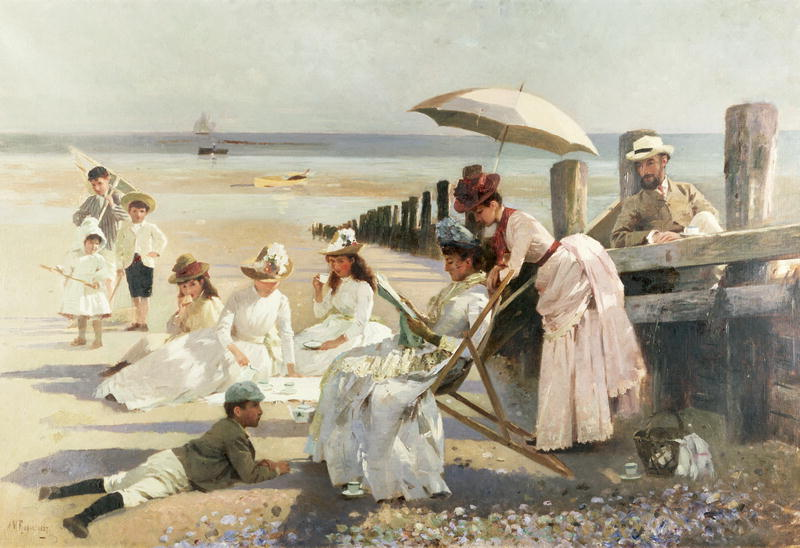
On the Shores of Bognor Regis, 1887

Rossi schuf sowohl Ölgemälde als auch Aquarelle. Seine Gemälde zeigen oft Gruppen sowohl in Innenräumen als auch im Freien sowie Kinder oder Jugendliche. Als Modelle standen in vielen Fällen Mitglieder der eigenen Familie zur Verfügung.
- The little Model, Öl auf Leinwand, Privatbesitz.
- On the Shores of Bognor Regis 1887.
- On The Beach, Öl auf Leinwand, 91,25 cm × 71 cm, Privatbesitz.
- Forbidden Books 1897.
- The Orange Seller, Öl auf Leinwand, 1898, Privatbesitz.